# Johann Friedrich Christoph Gräffe
Johann Friedrich Christoph Gräffe (* 15. Februar 1754 in Göttingen; † 27. Oktober 1816 ebenda) war ein deutscher evangelischer Theologe und Geistlicher.

## Leben
Gräffe besuchte das Göttinger Gymnasium und wechselte 1770 an die Universität Göttingen, an der er bis 1775 Philologie, Philosophie und Theologie studierte. Nachdem er eine Zeit als Hauslehrer tätig gewesen war, wurde er 1783 Hospes am Kloster Loccum.
Gräffe war ab 1784 Landpastor in Obernjesa. Der Aufenthalt in Loccum ermöglichte es ihm ebenfalls 1784 den Magistergrad in Göttingen zu erlangen und sich zu habilitieren. Anschließend war er neben der Seelsorge Privatdozent für Katechetik sowie platonische und kantische Philosophie. 1792 wechselte er endgültig zurück nach Göttingen. Er wurde Prediger an der St. Albanikirche und lehrte weiterhin an der Universität.
Gräffe wurde 1797 an der Universität Helmstedt mit der Dissertation De miraculorum natura zum Dr. theol. promoviert. 1802 wurde er in Göttingen zum Superintendenten ernannt sowie zum Inspektor des königlichen Pastoralinstituts. Außerdem stieg er zuletzt zum Senior des Göttinger Stadtministeriums auf.

## Werke (Auswahl)
Er gab mehrmals Magazine heraus, so ab 1789 zunächst das Neueste katechetische Magazin, dann ab 1793 das Katechetische Journal, und ab 1796 das Neue Journal für Katechetik und Pädagogik.
- Lehrbuch der allgemeinen Katechetik nach Kantischen Grundsätzen nach Kantischen Grundsätzen zum Gebrauche akademischer Vorlesungen, 3 Bände, Vandenhoeck und Ruprecht, Göttingen 1795–1799.
- Commentar über eine der schwersten Stellen in Kant’s metaphysischen Anfangsgründen der Naturwissenschaft das mechanische Gesetz der Stetigkeit betreffend, Schulze, Celle 1798.
- Versuch einer moralischen Anwendung des Gesetzes der Stetigkeit, Schulze, Celle 1801.
- Pastoraltheologie nach ihrem ganzen Umfang, 2 Bände, Vandenhoeck und Ruprecht, Göttingen 1803.